# Ljustjärnen (Bureå socken, Västerbotten)
Ljustjärnen är en sjö i Skellefteå kommun i Västerbotten och ingår i Bureälvens huvudavrinningsområde. Sjön har en area på 0,0374 kvadratkilometer och ligger 55,2 meter över havet.

## Delavrinningsområde
Ljustjärnen ingår i det delavrinningsområde (717729-174756) som SMHI kallar för Inloppet i Falmarksträsket. Medelhöjden är 58 meter över havet och ytan är 25,12 kvadratkilometer. Räknas de 92 avrinningsområdena uppströms in blir den ackumulerade arean 837,83 kvadratkilometer. Avrinningsområdets utflöde Bureälven mynnar i havet. Avrinningsområdet består mestadels av skog (55 procent), öppen mark (12 procent) och jordbruk (16 procent). Avrinningsområdet har 1,13 kvadratkilometer vattenytor vilket ger det en sjöprocent på 4,5 procent.